# 도쿄도 교통국 6300형 전동차
도쿄도 교통국 6300형 전동차(일본어: 東京都交通局6300形電車)는 1993년 6월 23일부터 운행하고 있는 도쿄 도 교통국 도영 지하철 미타 선의 전동차이다. 
이 차량은 도쿄 급행 전철 메구로 선과의 직결 운행에 투입할 목적으로 제작되었다.

## 구동음
미쓰비시 GTO를 사용하며, 구동음이 서울교통공사 1000호대 VVVF 전동차 중 101~110편성, 서울교통공사 4000호대 VVVF 전동차 중 401~409, 452~463편성 한국철도공사 3000호대 전동차 중 3x71~3x86편성, 등과 매우 흡사하다.
향후, 소테츠선과 직통 운전을 할 때에는, GTO의 차량은 은퇴해, 남는 것은, 미쓰비시 IGBT의 차량만이 된다고 생각된다.

## 현황
현재 운행 중인 차량은 가독성을 높이기 위하여 굵은 글씨로 표시하였다.

### 1~2차
| 차호     | 도입 시기 | 운행 중단 시기 | 비고 |
| -------- | --------- | -------------- | ---- |
| 6301편성 | 1993년    | 2022년         |      |
| 6302편성 | 1993년    | 2022년         |      |
| 6303편성 | 1993년    | 2022년         |      |
| 6304편성 | 1993년    | 2022년         |      |
| 6305편성 | 1993년    | 2022년         |      |
| 6306편성 | 1994년    | 2022년         |      |
| 6307편성 | 1994년    | 2022년         |      |
| 6308편성 | 1994년    | 2022년         |      |
| 6309편성 | 1994년    | 2022년         |      |
| 6310편성 | 1994년    | 2022년         |      |
| 6311편성 | 1994년    | 2022년         |      |
| 6312편성 | 1994년    | 2022년         |      |
| 6313편성 | 1994년    | 2022년         |      |

### 3차
| 차호     | 도입 시기 | 운행 중단 시기 | 비고 |
| -------- | --------- | -------------- | ---- |
| 6314편성 | 1999년    | 운행 중        |      |
| 6315편성 | 1999년    | 운행 중        |      |
| 6316편성 | 1999년    | 운행 중        |      |
| 6317편성 | 1999년    | 운행 중        |      |
| 6318편성 | 1999년    | 운행 중        |      |
| 6319편성 | 1999년    | 운행 중        |      |
| 6320편성 | 1999년    | 운행 중        |      |
| 6321편성 | 1999년    | 운행 중        |      |
| 6322편성 | 1999년    | 운행 중        |      |
| 6323편성 | 1999년    | 운행 중        |      |
| 6324편성 | 1999년    | 운행 중        |      |
| 6325편성 | 1999년    | 운행 중        |      |
| 6326편성 | 1999년    | 운행 중        |      |
| 6327편성 | 1999년    | 운행 중        |      |
| 6328편성 | 1999년    | 운행 중        |      |
| 6329편성 | 1999년    | 운행 중        |      |
| 6330편성 | 1999년    | 운행 중        |      |
| 6331편성 | 1999년    | 운행 중        |      |
| 6332편성 | 1999년    | 운행 중        |      |
| 6333편성 | 1999년    | 운행 중        |      |
| 6334편성 | 1999년    | 운행 중        |      |
| 6335편성 | 1999년    | 운행 중        |      |
| 6336편성 | 1999년    | 운행 중        |      |
| 6337편성 | 2000년    | 운행 중        |      |

## 같이 보기
- 미나토미라이 호
- 도쿄 도 교통국 6000계 전동차 (철도)
- 도쿄도 교통국 6500형 전동차 (철도)
- 도쿄 지하철 9000계 전동차
- 도쿄 급행 전철 3000계 전동차 (2대)
- 도쿄 급행 전철 5080계 전동차
- 사이타마 고속철도 2000계 전동차
- 서울교통공사 1000호대 VVVF 전동차
- 서울교통공사 4000호대 VVVF 전동차
- 한국철도공사 3000호대 전동차